# Belemnia alpha
Belemnia alpha är en fjärilsart som beskrevs av Druce 1884. Belemnia alpha ingår i släktet Belemnia och familjen björnspinnare. Inga underarter finns listade i Catalogue of Life.